# I. B třída Plzeňského kraje
I. B třída Plzeňského kraje patří společně s prvními B třídami mezi 7. nejvyšší fotbalové soutěže v České republice. Je řízena Plzeňským krajským fotbalovým svazem. Hraje se každý rok od léta do jara se zimní přestávkou. Účastní se jí celkem 42 týmů rozdělených na 3 skupiny (A, B, C) na stejné úrovni. Všechny tři skupiny (každá po čtrnácti týmech) mají stejný systém, hraje každý s každým dvakrát (jednou na domácím hřišti a jednou na hřišti soupeře), dohromady tedy 26 kol. Do vyšší soutěže postupují vítězové skupin. Do nižší naopak sestupují poslední dva z každé části.

## Vítězové

### 1. B třída skupina A
| Ročník    | Vítězný tým                                      |
| --------- | ------------------------------------------------ |
| 2004/2005 | TJ Sokol Postřekov                               |
| 2005/2006 | TJ Baník Stříbro                                 |
| 2006/2007 | TJ Slavoj Koloveč                                |
| 2007/2008 | TJ Rozvadov                                      |
| 2008/2009 | TJ Jiskra Domažlice „B“                          |
| 2009/2010 | FC Dynamo Horšovský Týn                          |
| 2010/2011 | TJ Tatran Přimda                                 |
| 2011/2012 | TJ Rozvadov                                      |
| 2012/2013 | TJ Chodský Újezd                                 |
| 2013/2014 | TJ Sokol Postřekov                               |
| 2014/2015 | TJ Baník Stříbro                                 |
| 2015/2016 | TJ Start Tlumačov                                |
| 2016/2017 | TJ Sokol Mrákov                                  |
| 2017/2018 | FK Staňkov                                       |
| 2018/2019 | TJ Start Bělá nad Radbuzou                       |
| 2019/2020 | TJ Sokol Postřekov - Nedohráno z důvodu Covid-19 |
| 2020/2021 | FK Tachov - Nedohráno z důvodu Covid-19          |
| 2021/2022 | TJ Sparta Dlouhý Újezd                           |
| 2022/2023 | TJ Slavoj Koloveč                                |
| 2023/2024 | SK Kdyně 1920                                    |
| 2024/2025 | TJ Tlučná                                        |

### 1. B třída skupina B
| Ročník    | Vítězný tým                                           |
| --------- | ----------------------------------------------------- |
| 2004/2005 | SK Kovodružstvo Strážov                               |
| 2005/2006 | FJ SRK Železná Ruda                                   |
| 2006/2007 | TJ Žichovice                                          |
| 2007/2008 | SKP Okula Nýrsko                                      |
| 2008/2009 | SK Kovodružstvo Strážov                               |
| 2009/2010 | TJ Sokol Blovice                                      |
| 2010/2011 | FK Žákava                                             |
| 2011/2012 | TJ Sokol Spálené Poříčí                               |
| 2012/2013 | TJ Sokol Mochtín                                      |
| 2013/2014 | TJ Žichovice                                          |
| 2014/2015 | TJ Plzeň Košutka                                      |
| 2015/2016 | TJ Keramika Chlumčany                                 |
| 2016/2017 | TJ Sokol Plzeň-Černice                                |
| 2017/2018 | SK Starý Plzenec                                      |
| 2018/2019 | TJ Svatobor Hrádek                                    |
| 2019/2020 | FK Robstav Přeštice „B“ - Nedohráno z důvodu Covid-19 |
| 2020/2021 | FC Křimice - Nedohráno z důvodu Covid-19              |
| 2021/2022 | TJ Přeštice „B“                                       |
| 2022/2023 | TJ Dobřany                                            |
| 2023/2024 | TJ Měcholupy                                          |
| 2024/2025 | FC Švihov                                             |

### 1. B třída skupina C
| Ročník    | Vítězný tým                                     |
| --------- | ----------------------------------------------- |
| 2004/2005 | FC Spartak Chrást                               |
| 2005/2006 | FK Žákava                                       |
| 2006/2007 | TJ Město Zbiroh                                 |
| 2007/2008 | TJ Čechie Příkosice                             |
| 2008/2009 | TJ Zruč                                         |
| 2009/2010 | FC Chotíkov 1932                                |
| 2010/2011 | TJ Sokol Plzeň-Černice                          |
| 2011/2012 | FC Rokycany „B“                                 |
| 2012/2013 | SK Senco Doubravka „B“                          |
| 2013/2014 | TJ Sokol Lhota                                  |
| 2014/2015 | TJ Sokol Raková                                 |
| 2015/2016 | TJ Sokol Město Touškov                          |
| 2016/2017 | SK Plzeň Bukovec                                |
| 2017/2018 | FK Bohemia Kaznějov                             |
| 2018/2019 | SK Petřín Plzeň „B“                             |
| 2019/2020 | TJ Sokol Plasy - Nedohráno z důvodu Covid-19    |
| 2020/2021 | TJ Sokol Mýto „B“ - Nedohráno z důvodu Covid-19 |
| 2021/2022 | SK Smíchov Plzeň                                |
| 2022/2023 | SK Slovan Plzeň 1910                            |
| 2023/2024 | FC Rokycany „B“                                 |
| 2024/2025 | FC Spartak Chrást                               |